# Anju (chaty)
| anx | w |

| anx | w |

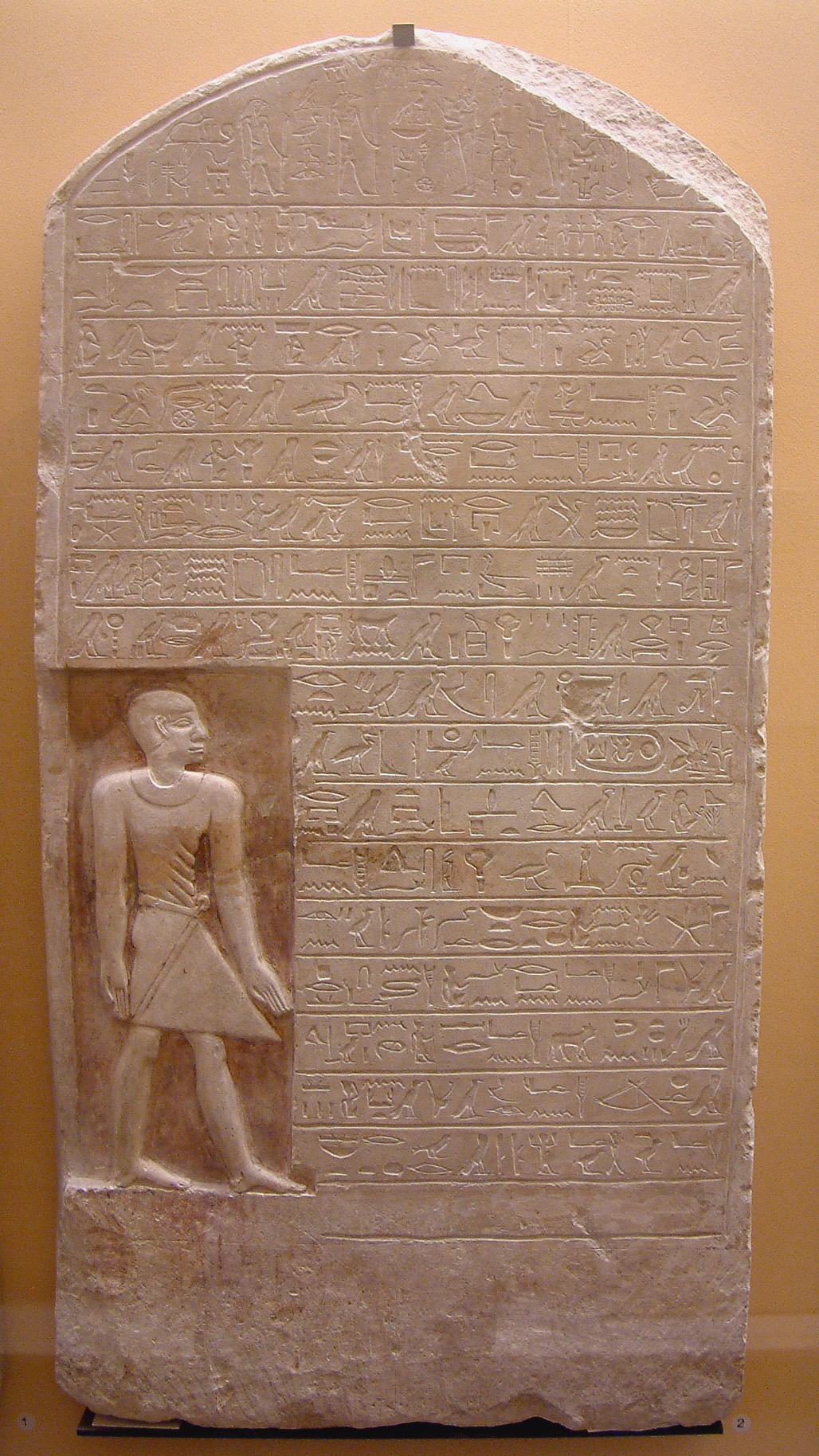
Estela con la imagen de Anju.

Anju es el nombre de un chaty de la dinastía XIII que sirvió a Sebekhotep II, y hay constancia de que su hijo ejerció durante el reinado de Sebekhotep III y Sebekhotep IV. 
Hijo de otro chaty, estaba casado con Mererit y tuvo dos hijos: Meru III y Resseneb que fueron también chatys, y una hija llamada Senebhenas que se casó con un oficial del ejército, Upuaut-Hotep, cuya familia estaba relacionada con la del faraón. 

## Testimonios de su época
Se conocen varios monumentos de Jendyer y Sebekhotep II que acreditan que desempeñó su cargo durante varios reinados. También aparece en el papiro Boulaq 18 a la cabeza de los funcionarios judiciales. El papiro está fechado en el reinado de Sebekhotep II, y menciona a la Reina Aya, que según otra estela pertenecía a la familia de Anju. 
Una estela encontrada en Abidos y fechada durante el reinado de Jendyer informa sobre los trabajos de construcción que dirigió Anju en el templo de Osiris. En el templo de Amón en Karnak erigió estatuas de sí mismo, de su padre (Zamont) y de su madre (Henutpu). Esta última es una de las pocas mujeres cuya estatua aparece en este templo. 
Anju era hijo de un chaty y padre de otros dos: la familia formó una fuerte dinastía de funcionarios del alto tribunal. Hay quien le considera el verdadero centro de poder mientras ejerció el cargo, y él se consideraba el modelo y ejemplo de una administración estable, pero recientes investigaciones son más prudentes respecto a estas declaraciones. Sin embargo no hay duda de que su poderosa familia dirigió el país durante tres generaciones. 